# وليد حاج يحيى
وليد حاج يحيى (بالعبرية: וליד חאג'-יחיא) ويُعرف أيضا باسم وليد الصادق هو إسرائيلي-عربي من مواليد عام 1936، اشتهر بعدما شغل منصب عضو في الكنيست عن تحالف الأحزاب «معسكر إسرائيل» وحزب ميرتس. 

## السيرة الذاتية
ولد وليد في مدينة الطيبة خلال فترة الانتداب، ثم درس بالجامعة العبرية في القدس فحصل منها على درجة البكالوريوس في علم الاجتماع والعلوم السياسية. عمل في وقت لاحق كمدير مدرسة ثانوية في مسقط رأسه لمدة 23 عاما كما شغل منصب عضو في اللجنة المركزية لاتحاد المعلمين، وشغل أيضا منصب عضو في معسكر إسرائيل وكان على قائمة الحزب لانتخابات عام 1977؛ وعلى الرغم من أنه لم يحصل على أي مقعد في الانتخابات، إلا أنه دخل الكنيست في 13 فبراير 1981 كبديل عن أوري أفن لكنه سرعان ما خسر مقعده في الانتخابات في يونيو من ذلك العام حيث فشل الحزب في عبور عتبة الانتخابات.
بعد انتخابات عام 1992؛ عاد وليد إلى الكنيست مرة أخرى لكن هذه المرة على قائمة حزب ميرتس وفي 4 أغسطس عُين نائبا لوزير الزراعة والتنمية الريفية في حكومة إسحاق رابين، وهو دور كان يشغله أيضا في عهد شمعون بيرس لفترة قصيرة كرئيس للوزراء بعد اغتيال رابين. أعيد انتخابه عام 1996 لكنه فقد مقعده في انتخابات عام 1999.